# Abdeljelil Temimi
Abdeljelil Temimi (Kairouan, 21 juli 1938) is een Tunesisch geschiedkundige met als specialisatie de culturele en architectonische invloeden van de Ottomanen en Morisken in de Arabische wereld.

## Levensloop
Temimi volgde primair, secundair en hoger onderwijs in Tunesië, Turkije, Irak en Frankrijk, en behaalde zijn doctoraat in moderne geschiedenis in 1972 aan de Universiteit van Aix-Provence. Hij behaalde verder drie verschillende academische diploma's: in architectuur, informatiewetenschappen en bibliotheconomie aan de Archives nationales van Frankrijk, de Universiteit van Pittsburgh en de National Archives and Records Administration in Washington.
Van 1972 tot 2000  was hij hoogleraar moderne en hedendaagse geschiedenis aan de Universiteit van Tunis.
Temimi stond aan het begin van een aantal onderzoeksinstituten. Begin jaren zeventig was hij een van de oprichters van de ARBICA in Rome. In 1985 richtte hij de Fondation Temimi pour la Recherche Scientifique et l'Information (FTERSI) op in de stad Zaghouan en in 1986 de Arabische Federatie voor Bibliotheken en Informatie. Sinds zijn emeritaat in 2000 is hij erevoorzitter van deze federatie. Verder is hij sinds 1982 voorzitter van het Arabisch Comité voor Ottomaanse Studies (Comité Arabe d’Etudes Ottomanes) en sinds 1983 van het Internationaal Comité van de Moriske Studies (Comité International d’Etudes Morisques).
Verder zette hij een aantal wetenschappelijke tijdschriften op, zoals de Revue d'Histoire Maghrébine in 1974, de Arab Historical Review for Ottoman Studies in 1990, en de Revue Arabe d'Archives en de Documentation et d'Information in 1997. Hij organiseerde tientallen congressen op het gebied van sociale en geesteswetenschappen van de Arabische, Moriske, Turkse en Ottomaanse wereld. Zijn instituut FTERSI groeide uit tot een centrum voor burgerlijke en wetenschappelijke dialoog en herbergt een bibliotheek met een collectie van 18.000 boeken, 24 residentiestudio's en twee conferentiezalen.

## Erkenning
In 1984 werd Temimi door het Franse ministerie van cultuur benoemd tot Ridder in de Orde van Kunst en Letteren. Voor zijn onderzoek van de Ottomaanse architectuur en cultuur in de Arabische wereld werd hij in 1997 onderscheiden met een Prins Claus Prijs. Hetzelfde jaar werd hij verder bekroond met een eredoctoraat van de Universiteit van Instanboel.
In 2001 bracht het Institut Supérieur de Documentation de publicatie Mélanges Abdeljelil Temimi uit ter ere van zijn werk voor de bibliotheconomie en de informatiewetenschappen in Tunesië en de Arabische wereld.